# スフィンゴシン-1-リン酸
スフィンゴシン-1-リン酸（英:Sphingosine-1-phosphate、S1P）とは生体膜を構成するスフィンゴ脂質の代謝産物であり、リゾホスファチジン酸（LPA）と並ぶリゾリン脂質の一種である。これらは酵素により膜から切り出されて遊離した後に細胞膜上に発現しているGタンパク質共役受容体に結合することによって細胞遊走などを引き起こす生理活性物質でもある。S1Pはスフィンゴシンキナーゼ（SphK）と呼ばれる酵素によって産生され、S1Pの濃度は炎症状態（気管支喘息、自己免疫疾患など）において上昇する。化学式C18H38NO5P、分子量379.47。

## 産生機構
スフィンゴシンに脂肪酸鎖が結合して糖脂質となったものがセラミドであり、スフィンゴシンはセラミドからセラミダーゼと呼ばれる酵素によって切り出されることにより産生される。S1PはスフィンゴシンがSphKによってリン酸化を受けることにより産生されることが知られている。なお、セラミドはセラミドキナーゼ（CerK）の働きによってセラミド-1-リン酸（C1P）となる。SphKにはSphK1とSphK2の2種類が存在しており、細胞に対してインターロイキン-1β（IL-1β）や血小板由来成長因子（PDGF）、血管内皮増殖因子（VEGF）、TNF-αなどの様々な刺激が加わった場合にはSphKが活性化し、S1Pの産生が促進される。S1Pは特に血小板やマクロファージ、赤血球などで多く産生される。循環血液中S1Pの大部分は血中タンパク質であるHDLなどのリポタンパク質やアルブミンと結合しており、その機能が制御されている。
また、S1PはS1Pホスファターゼ（SPP）-1あるいはSPP-2による脱リン酸化反応やS1Pリアーゼを介した反応によりその活性を失い、これらの酵素は主に小胞体中に存在している。

## 受容体

フィンゴリモドの構造。

S1Pに対する受容体として、Gタンパク質共役受容体であるS1P受容体が知られており、2008年現在までに報告されているS1P受容体にはS1P1-S1P5の5種類が存在する。上記に示したような機構で産生されたS1PはABCトランスポーターを介して細胞外へ放出された後に産生細胞そのものあるいは近傍の細胞の表面に存在するS1P受容体に結合し、その作用を発現する。5種類のS1P受容体の発現は細胞により大きく異なるが、S1P1の分布は比較的広く、他の受容体は限局されている。T細胞ではS1P1およびS1P4の発現が見られるが、マスト細胞やマクロファージ等ではS1P1およびS1P2が発現している。S1P5は近年、樹状細胞やNK細胞で発見された新規の受容体であり、細胞遊走に関与していることが報告されている。免疫抑制薬であるフィンゴリモド（FTY720）は生体に投与された後にSphKによってリン酸化を受け、S1P1受容体に対するアゴニストとして働く。FTY720の投与により、S1P1受容体の発現はダウンレギュレーションする。

## 生物活性
スフィンゴシン自体は細胞をアポトーシスに導く活性を有するが、S1Pは逆に細胞増殖を促進する働きを持つ。また、S1Pは血漿中に多く存在し、10-100nMの低濃度で細胞遊走を促進することが報告されている。マスト細胞はアレルギーに関与しており、細胞内にヒスタミンなどのメディエーターを有する免疫細胞であるが、細胞表面にS1Pに対する受容体を保有しており、リガンドの結合によって顆粒内物質の細胞外放出が引き起こされる。他にもS1Pは細胞外からのカルシウムイオン流入を引き起こすセカンドメッセンジャーとして様々な細胞内プロセスに関与することが知られており、細胞運動の制御や細胞増殖、細胞骨格の形成等を引き起こす。